# Autoba admota
Autoba admota là một loài bướm đêm trong họ Erebidae.